# Lycanades antapica
Lycanades antapica là một loài bướm đêm trong họ Noctuidae.